# 上ノ山周
上ノ山 周（かみのやま めぐる、1955年（昭和30年） - ）は、日本の化学工学者。専門は流体工学、熱工学。横浜国立大学名誉教授。

## 経歴・人物
京都府に生まれる。1980年京都大学工学部石油化学科卒業。1982年（昭和57年）、京都大学大学院工学研究科修士課程修了、日揮に入社する。1989年（平成元年）横浜国立大学大学院工学研究科物質工学科博士課程後期修了。その後、横浜国立大学工学部講師、助教授、教授を経て、2001年（平成13年）横浜国立大学大学院教授となった。2012年化学工学会粒子・流体プロセス部会長。
主な研究分野としては撹拌槽における重合反応過程の数値流動解析、ナノ粒子創製を目指した分散技術の高度化、電気抵抗方式トモグラフィーを用いた懸濁重合反応状態の計測および制御などが挙げられる。ほか、化学工学会や日本海水学会の理事などを歴任した。